# پل مارسیانو
پل مارسیانو (انگلیسی: Paul Marciano؛ زاده ۱۹۵۲ در دبدو، مراکش) کارآفرین، طراح مد و مدیر ارشد اجرایی آمریکایی فرانسوی‌تبار است، که در سال ۱۹۸۱ شرکت گس را تأسیس نمود. وی هم‌اکنون به عنوان مدیر عامل گس فعالیت می‌کند.